# Friends (1912)
Friends is een stomme film uit 1912 onder regie van D.W. Griffith. De korte film is volgens hoofdrolspeelster Mary Pickford de eerste film met een close-up erin.

## Verhaal
Dora is een jong weesmeisje dat in een goudmijn woont. Alle inwoners van het dorpje zijn dol op de jonge Dora, maar zij heeft enkel oog voor Dandy Jack. Als hij aankondigt verder naar het noorden te zullen reizen, is Dora vastberaden om met hem mee te gaan. In tranen vraagt ze op zijn toestemming, maar hij zegt haar dat ze in de goudmijn moet blijven. Later wordt ze verleid door een andere inwoner van de stad, maar Dora kan Jack maar niet vergeten.

## Rolverdeling
| Acteur              | Personage       |
| ------------------- | --------------- |
| Mary Pickford       | Dora            |
| Henry B. Walthall   | Dandy Jack      |
| Lionel Barrymore    | Grizzley Fallon |
| Harry Carey         | Bob Kyne        |
| Charles Hill Mailes | De barman       |
| Elmer Booth         | Man in saloon   |
| Frank Evans         | Man in saloon   |
| Adolph Lestina      | Man in saloon   |
| Walter Miller       | Man in saloon   |
| W.C. Robinson       | Man in saloon   |
| Robert Harron       |                 |